# المقاومة الوطنية الموزمبيقية
المقاومة الوطنية الموزمبيقية (بالإنجليزية: Mozambican National Resistance)‏ وتسمى اختصاراً برينامو (بالإنجليزية: RENAMO)‏ وهي حركة سياسية إنبثقت من حزب في موزمبيق، أسسها أفونسو دلاكاما في سنة 1975 وحاربت جبهة تحرير موزمبيق في الحرب الأهلية الموزمبيقية وحاربت ضد زانو في زيمبابوي بقيادة روبرت موغابي من سنة 1975 إلى سنة 1992.
تأسست هذه الحركة في سنة 1975 بعد استقلال موزمبيق عن البرتغال وكانت حركة معادية للشيوعية وقد كان هدفها أيضاً إقامة دولة متعددة الأحزاب و السياسات وهو الشئ التي كانت الشيوعية ضده، وقد كانت مدعومة من منظمة الإستخبارات في روديسيا، وثم دعمتها الولايات المتحدة والمملكة المتحدة لإيقاف المد الشيوعي في أفريقيا.